# Kmomeer
Het Kmomeer (Russisch: озеро Кмо) is een meer nabij de noordwestkust van het Russische eiland Wrangel, iets ten zuiden van de monding van de rivier Goesinaja, in het uiterste noorden van het Westelijk Plateau. Het meer wordt gescheiden van de Oost-Siberische Zee door een smalle zand-kiezelschoorwal.
Het Kmomeer was van oorsprong een lagune en is zout, maar heeft te maken met zoete matiging door de instroom van smeltwater. Het meer vormt onderdeel van het reservaat zapovednik Ostrov Vrangelja.
Het meer heeft een langgerekte vorm in de richting van noord naar zuid. Aan oostzijde verheft zich een heuvel tot een hoogte van 177 meter. Iets ten noorden van het meer verheft zich Kaap Florens en daarachter ligt de benedenloop van de Goesinaja. Ten zuiden van het meer stroomt de rivier Sovjet, waarachter de berg Beregovoj (637 meter) omhoog rijst. Het meer zelf kent geen in- of uitstromende rivieren. Het water is schoon en transparant.
De naam van het meer komt van de Tsjoektsjische jager Kmo die in de jaren 1920 met de eerste kolonisten naar het eiland kwam. Nadat Kmo vertrok werd het meer decennialang nauwelijks aangedaan doordat het zeer ver verwijderd lag van de dichtstbijzijnde nederzettingen, het huis van jager Tsjajvyn (bij het Komsomolmeer) en de militaire nederzetting Zvjozdny.
Sporen van de bewoning door jager Kmo kunnen worden teruggevonden op het kiezelstrand nabij de monding van de Sovjetskaja, in het zicht van Kaap Ptitsji Bazar en de berg Beregovoj. De afwezigheid van het raamwerk van het huis of planken wijzen erop dat Kmo er alleen in het jachtseizoen leefde en dat hij dan verbleef in een jaranga of een tent. In 1979 werd bij archeologisch onderzoek vastgesteld dat in de culturele laag op de plek van de woning van Kmo de botten van alken en meeuwen domineerden. In hetzelfde jaar werd het biologisch station 'Kmo' opgericht bij het meer voor het observeren van een van de grootste zeevogelkolonies van Wrangel. Daarvoor werd vanuit Oesjakovskoje per slede een experimentele aluminium behuizing aangevoerd die de vorm had van een druppel om zo beter bestand te zijn tegen de stormwinden aan de westkust.